# Huerta de Loinaz

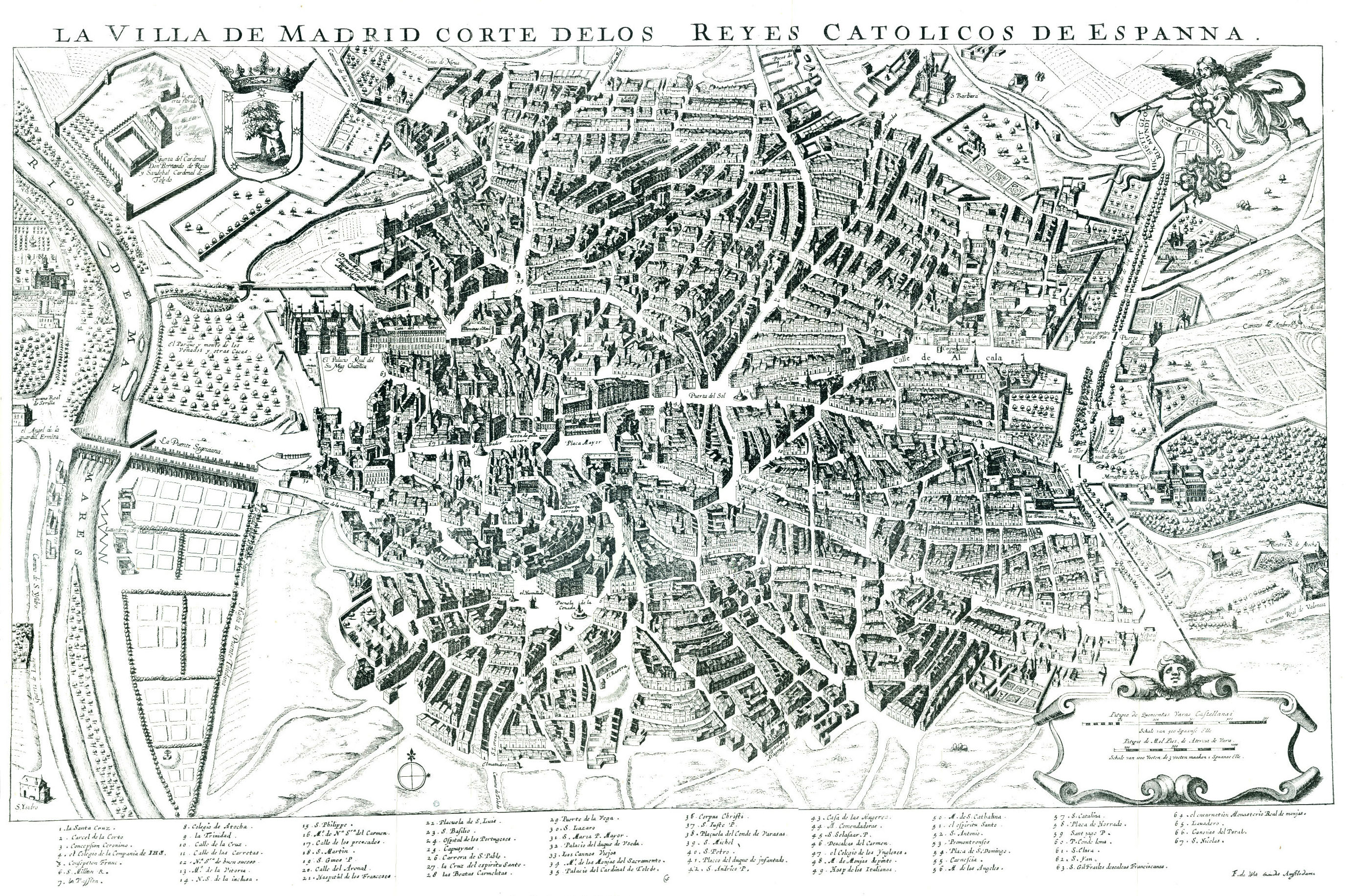
Plano de Mancelli de 1622-1635 (hacia) de Antonio Mancelli, grabado por Frederic de Witt. El plano es anterior a la compra de los terrenos por Loinaz.

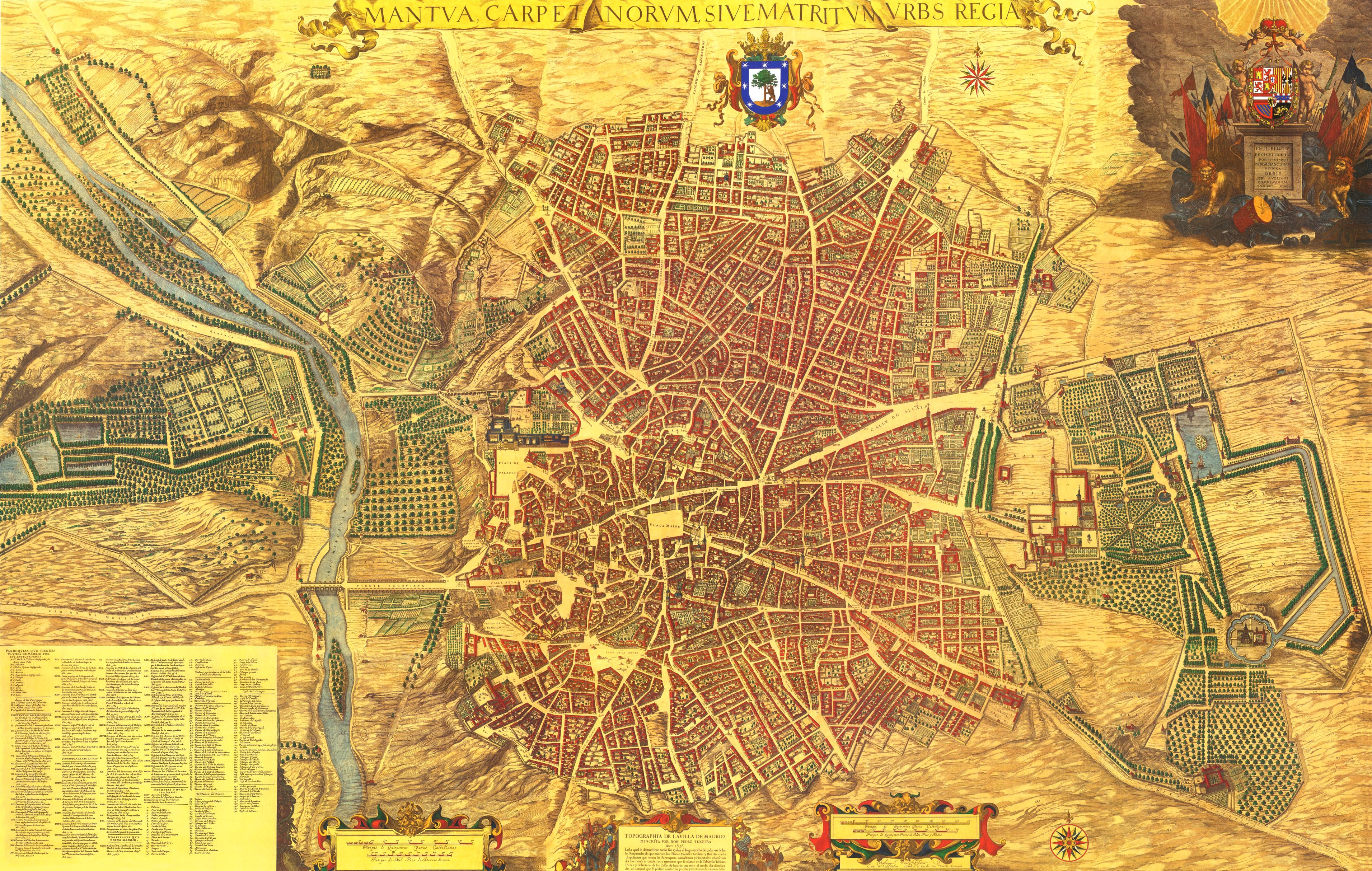
En el plano de Madrid de Pedro Teixeira, de 1656, se percibe un edificio de cierta relevancia, en medio de un aparente descampado. El plano es anterior a la compra de los terrenos por Loinaz.

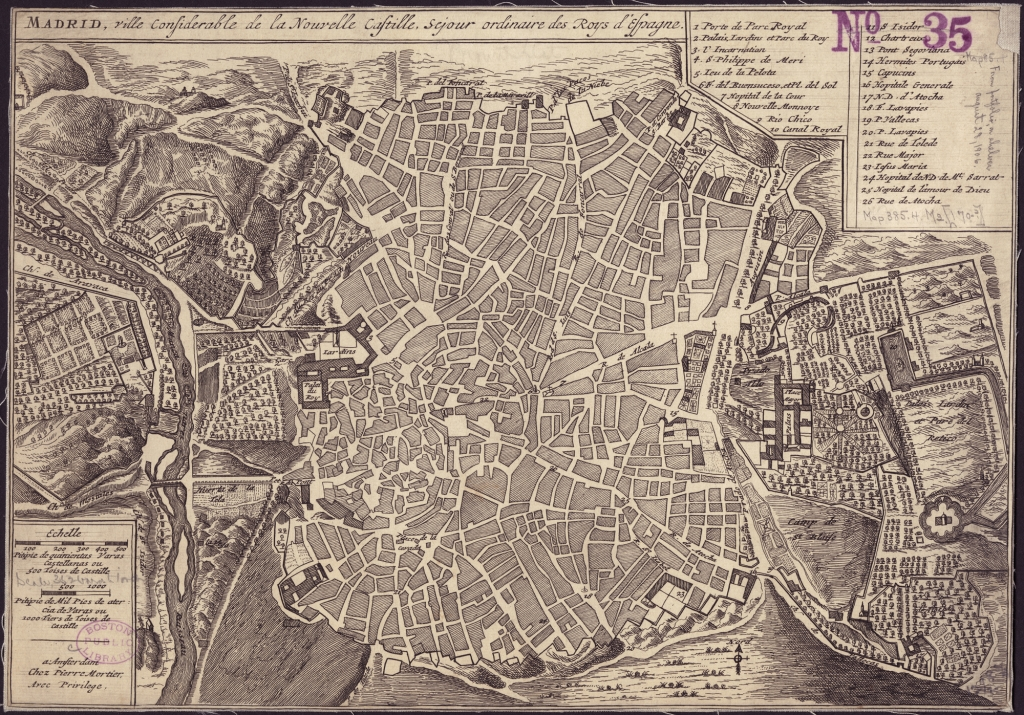
Plano de Madrid en 1702 por Nicolas De Fer. Publicado por Pierre Mortier. En él, la zona extramuros del portillo de Recoletos aparece como tierra no cultivada. El plano es anterior a la compra de los terrenos por Loinaz.

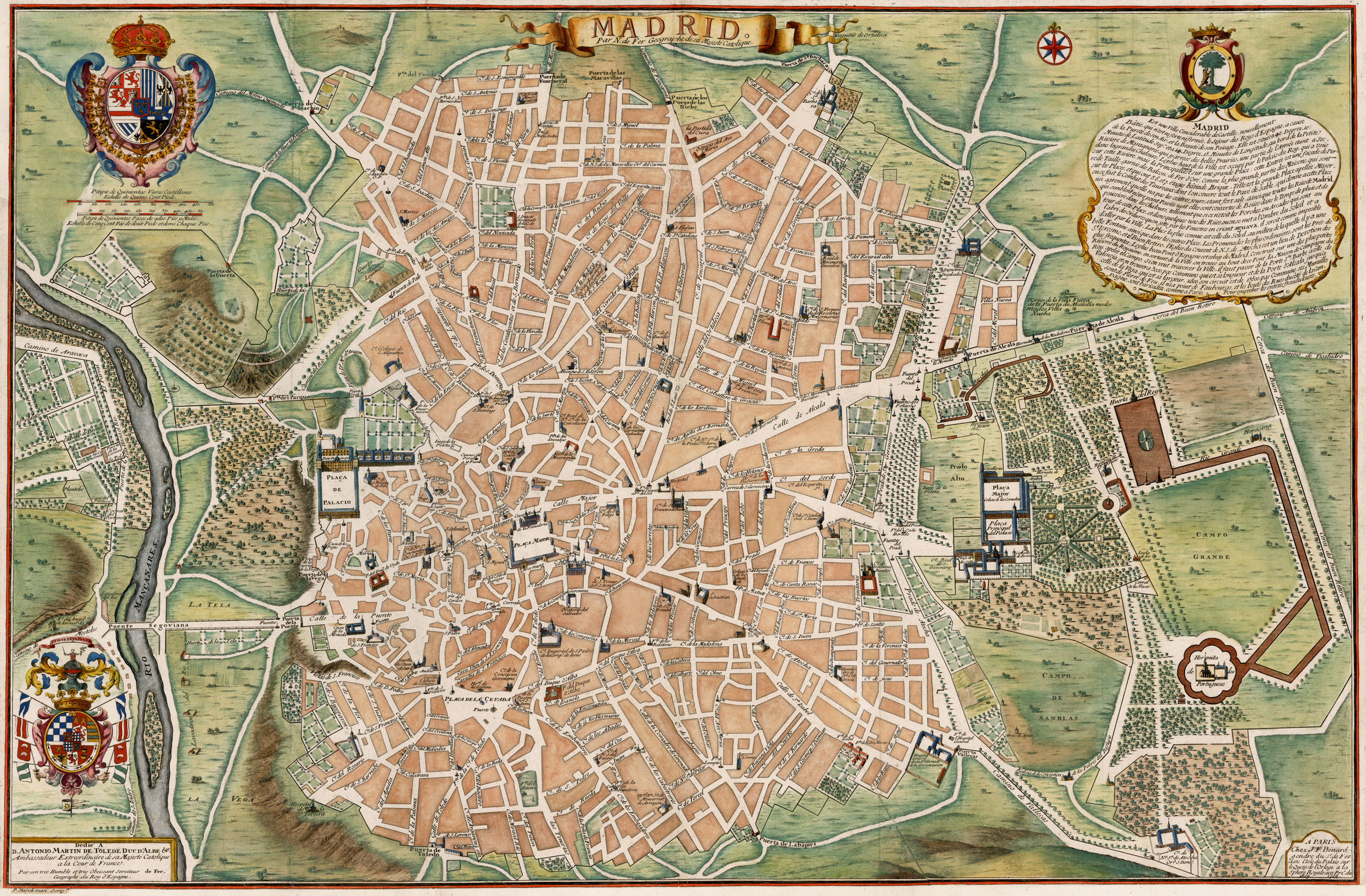
Plano de Madrid hacia 1705 por Nicolas De Fer. Publicado en París por su yerno, Jacques-Francois Benard. El plano es anterior a la compra de los terrenos por Loinaz.

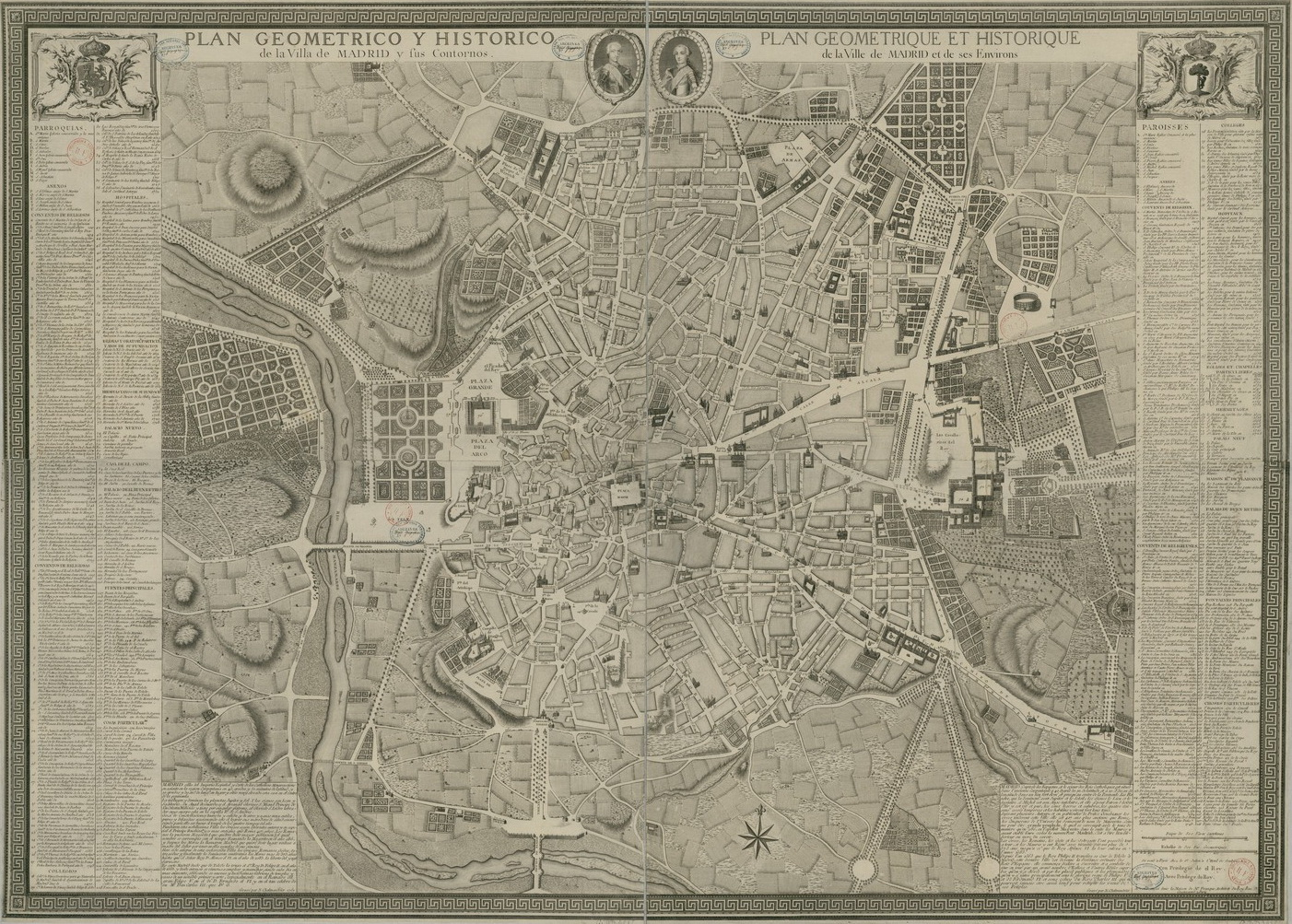
Madrid en 1761, en el plano de Chalmandrier, a los tres años de la compra por Loinaz. En él, la huerta de Loinaz se representa como unos «suntuosos jardines trazados en cuadrícula, comparables en riqueza y extensión a los de Felipe II en la Casa de Campo e incluso a los jardines de Palacio». Nicolas Chalmandrier es considerado «poco fiel a la realidad», sobre todo respecto a los jardines de Madrid.

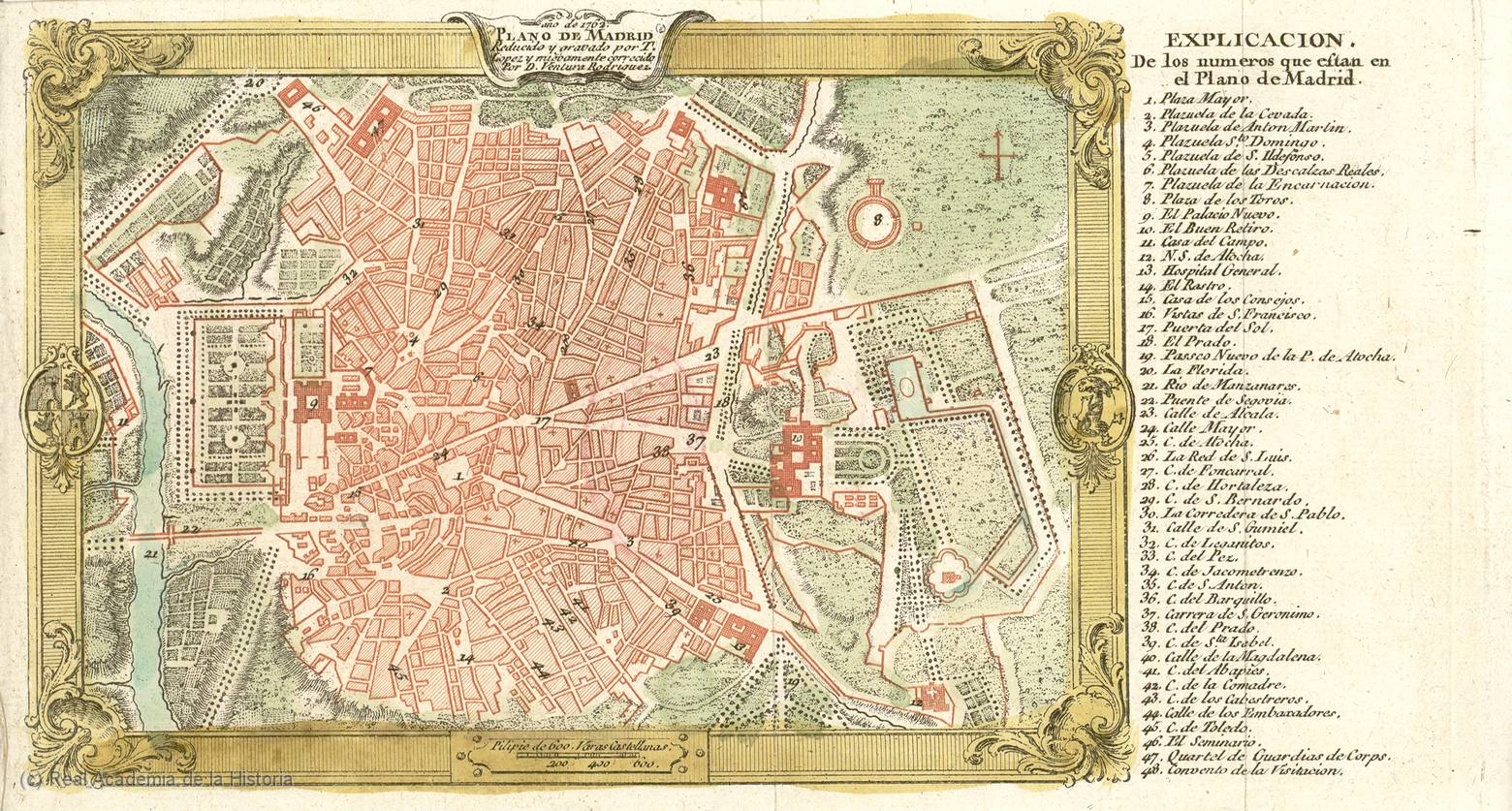
Plano de Madrid de 1762, versión corregida por Ventura Rodríguez del plano de 1759, y grabada y reducida por Tomás López.

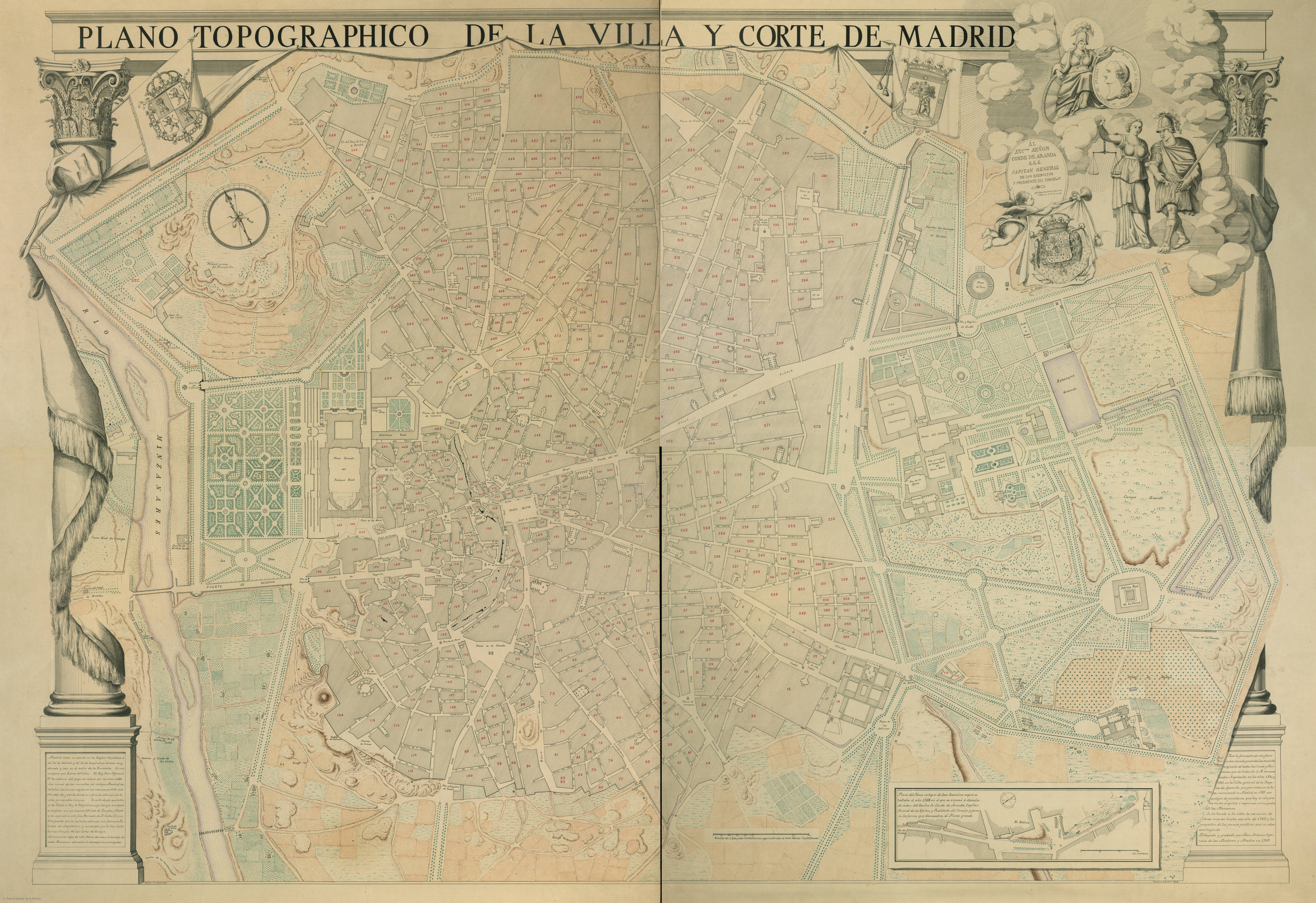
Plano de Espinosa (1769).

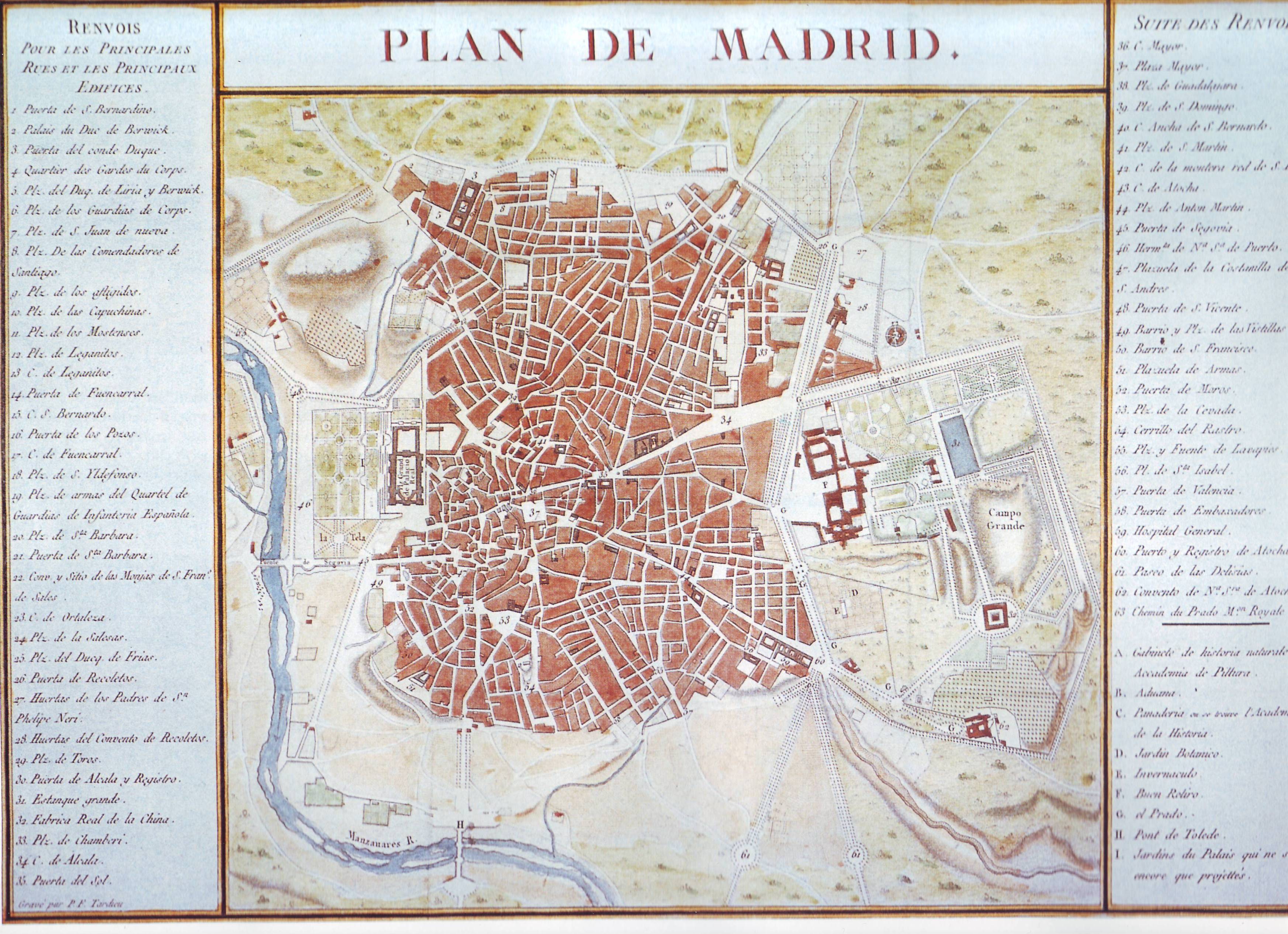
Mapa de Madrid, hacia 1780, por Pierre François Tardieu (Museo Municipal de Madrid).

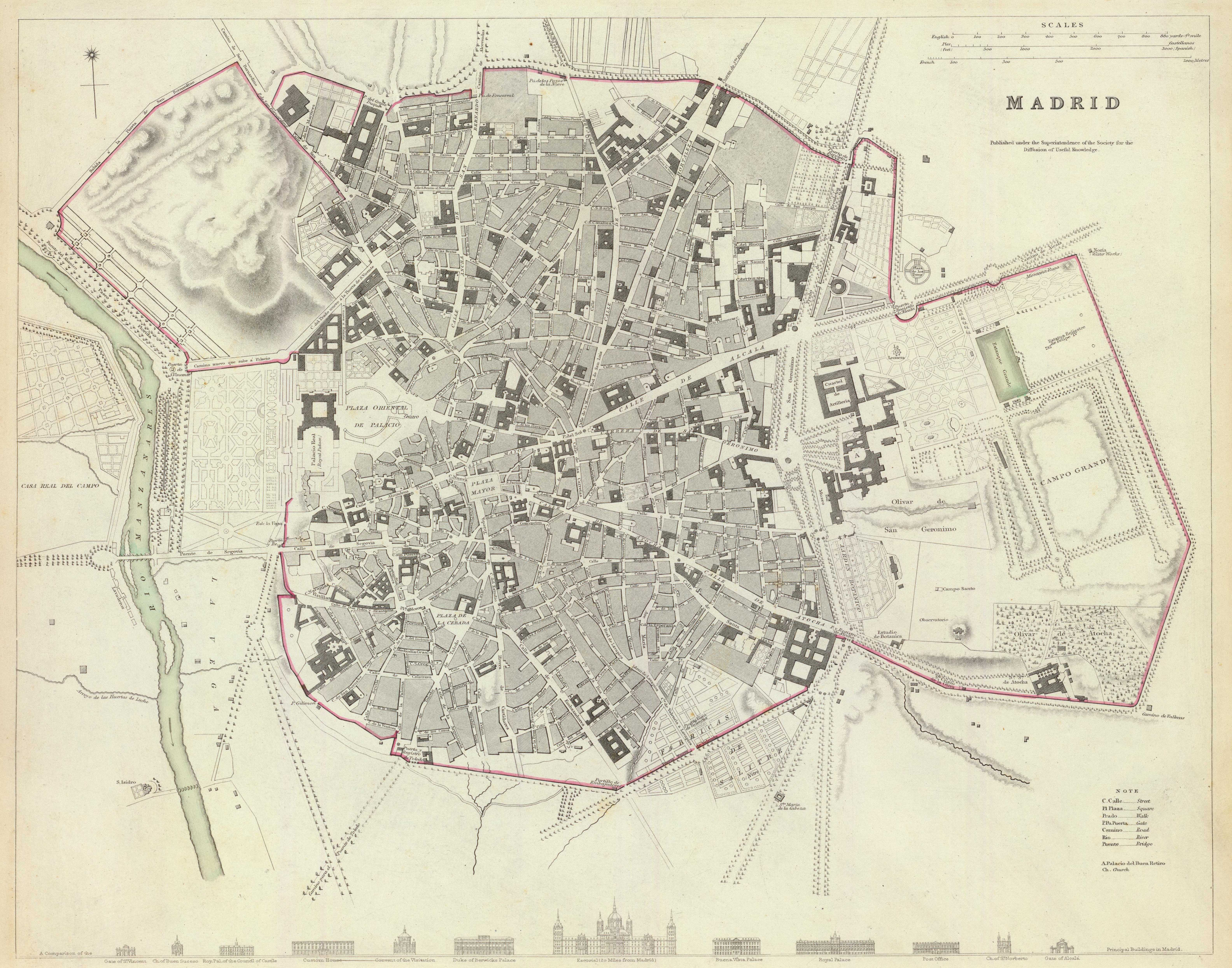
Plano de Madrid publicado en 1831 por la Society for the Diffusion of Useful Knowledge.

La huerta de Loinaz fue una extensa propiedad, de 18 ha, cercada y «… sita extramuros de la puerta [de Recoletos]...», es decir, al norte de la cerca de Madrid. 

## Ubicación
Aunque la huerta aún figura como tal en el plano de Coello (plano incorporado al Diccionario geográfico-estadístico-histórico de España y sus posesiones de ultramar de Madoz, y declarado Plano Oficial de la Villa), de 1848, tras la aprobación del Ensanche de Madrid en 1860, para finales del siglo XIX la zona estaría ya completamente urbanizada, tal y como se refleja en el Plano de Madrid y pueblos colindantes al empezar el siglo XX (plano de Facundo Cañada), de 1900. La zona corresponde al triángulo conformado aproximadamente por las actuales calles de Almagro, Génova y el paseo de la Castellana.

## Historia
Adquirida por Martín de Loynaz, y su mujer, María Isabel de Bustamante y Guevara en 1758, ocupaba, hasta su urbanización a mediados del siglo XIX, parte de los terrenos fértiles de la vaguada del arroyo de la Fuente Castellana, al este —aunque separada de él por una cerca o tapia— y que iban desde las inmediaciones del portillo o puerta de Recoletos al sur (correspondiendo en la actualidad a la plaza de Colón), subiendo por la ronda de Recoletos (actual calle de Génova) hasta la puerta de Santa Bárbara, el punto más alto de la Villa, siendo la actual calle de Almagro su límite al oeste. Formaba así un triángulo de una extensión de más de medio centenar de fanegas.
Junto con otras huertas extramuros que se ubicaron en la vaguada de la Castellana, como la huerta de España —la prolongación de la huerta de Loinaz por el eje de la Castellana hacia el norte, que se conocerá más tarde como la barriada de Indo (por el bolsista vasco Miguel Sáinz de Indo),—, formaba parte de lo que más tarde se conocerá como el barrio de Almagro, que destacaba, sobre todo a partir de la última década del siglo XIX y la primera década del siglo XX, por concentrar gran número de lujosos edificios y palacetes.
Los descendientes de Loinaz se ven obligados a vender la huerta a finales del siglo XVIII. En 1794, su entonces dueño, el marqués de Gracia Real y duque de la Conquista, yerno del matrimonio Loinaz, vendió la huerta a censo reservativo al 3 % anual al marqués de Bellisca por 563 936 reales.

### SigloXIX
A comienzos del siglo XIX aparecen periódicamente en el Diario de Madrid avisos de arrendamiento para las parcelas colindantes a la huerta de Loinaz o Loynaz («… sita a la salida de la Puerta de Recoletos, linde al oriente con el arroyo que baxa a dicha Puerta, al poniente con las tapias de la huerta de Loynaz, al norte inmediato una arca de agua y camino que baxa de la Puerta de Santa Bárbara...»): 
- en marzo de 1804: «... una tierra labrantía, de caber 20 fanegas y media,... por tiempo de 6 años...».[19]

- mayo de 1804: «... por tiempo huerta de Loynaz de 6 años... una tierra labrantía... 2 fan. y 1/2...[20]

En 1807, en su pretensión de «hermosear el paseo de Prado» y extenderlo hasta la Fuente Castellana, la Junta de Propios propuso, infructuosamente, comprar la finca, señalando las varias ventajas de tenerla en propiedad municipal. Por ejemplo, se podría aprovecharla como vivero y semillero de árboles para los paseos de la Villa, lo cual supondría un importante ahorro —de 20  reales al año— ya que no haría falta traer los árboles de Aranjuez, precisamente donde se escaseaban. Así mismo, se podría aprovechar las aguas de las norias —que son de muy buena calidad—, la arena de la finca serviría para el paseo del Prado y para la Castellana y que se podría, incluso, aprovecharla para verter los escombros de las obras de palacio de Buenavista.
Y más tarde, el Diario de Madrid seguía publicando avisos de arrendamiento para las parcelas colindantes a la huerta de Loinaz, matizado ahora con «arroyo arriba»:
- abril de 1810,«… dos pedazos de tierra labrantía… su cabida 3 fanegas y 3 celemines, á la salida de la puerta de Recoletos arroyo arriba, linde con las tapias de la huerta de Loinaz, por tiempo de 6 años,…».[21]

- julio de 1816, el Diario de Madrid anuncia el arrendamiento de «... dos pedazos de tierra labrantia… su cabida 3 fanegas y 10 celeosines,…»[22]

El 12 de mayo de 1834, el Diario de Avisos de Madrid anuncia la pública subasta de la huerta, de «una extensión de 56 fanegas, cuatro celemines y 26 estadales», cercada, «… contigua á la puerta de Recoletos…» o «… sita extramuros de la puerta...» 

... en su interior, con trozos destinados para huerta, otros plantados de viñedos, árboles de diferentes especies, dos casas de recreo, hornos para fabricar ladrillo, norias, estanques y otras diversas comodidades; valuado todo por inteligentes en 699,432 rs. y 19 mrs. á deducir cargas.

En 1836, se vuelve a sacar a sacar a pública subasta la huerta, esta vez reducida a 49 fanegas y media, de las cuales siete son de regadío y cuya finca y edificios estaban tasados en 531 033 reales.
En 1837, durante la primera guerra carlista, debido al avance del ejército carlista hacia Madrid, entre otras fortificaciones proyectadas para defender la Villa se llevó a cabo la construcción de una fuerte en el altillo de la huerta de Loinaz.
Aunque parte de la tapia de la huerta de Loinaz había sido derribada y la noria había sido dañada a causa de las avenidas de 1782-3, en 1838, el Ayuntamiento sugirió a la Sociedad Económica Matritense, que ya había repoblado con árboles la pradera del Corregidor, que comprara la huerta de Loinaz para repoblarla con las semillas de pinos procedentes del bosque del palacio de Valsaín.
En febrero de 1841, en el contexto del debate sobre la conveniencia de ensanchar Madrid, El Corresponsal sugiere que «… podría comprarse la huerta de Loinaz, extramuros de la puerta de Recoletos, cuyas paredes que convendría derribar inmediatamente, proporcionarían materiales, ya que no para toda la muralla, al menos para una parte considerable de ella». En él señala no solo la poca rentabilidad que la finca aporta a su dueño, sino que además, el estado ruinoso de sus paredes facilita que sea «guarida á la gente de mal vivir con escándalo de la moral pública».
El mes siguiente, bajo el encabezado de «Mejoras de la capital», el mismo periódico le aconseja al dueño que «... se preste á las razonables condiciones que el ayuntamiento puede hacerle mejor que ningún otro licitador si es que le encuentra...» y que se debería aprovechar los terrenos de la huerta de Loinaz para proporcionar a Madrid un parque… «... que á poca costa pudiera regularizarse y plantarse de un modo conveniente para que con el tiempo ofreciese un recreo campestre de que con mengua carece ahora la capital».
Ese mismo año (1841), el Ayuntamiento de Madrid adquiere de la huerta de Loinaz, gracias a la ley de expropiación forzosa de 1836, la mayor parte de las tierras sobre las que se construye el paseo del Huevo (actual calle de Almagro) entre la puerta de Santa Bárbara y arroyo de la Fuente Castellana. En ese momento, figura como su dueño José María López Dóriga.
Más tarde, distintos dueños de la huerta incluyen la condesa de Chinchón, Carlota Godoy y Borbón (hija del príncipe de la Paz, Manuel Godoy y María Teresa de Borbón y Vallabriga) quien, en febrero de 1846, vende la huerta, en aquel entonces con una superficie estimada de 2 132 600 de pies cuadrados, al financiero Mariano Bertodano por medio millón de reales. Este, a su vez, al ver frustrado su intento de construir un barrio en la huerta de Loinaz, desiste y la vende dos años más tarde por dos millones de reales.
En una memoria realizada por la Dirección del Ramo de Paseos y Arbolados en 1851, se menciona que hay 97 sóforas alineadas en el paseo de la fuente del Cisne (actual paseo de Eduardo Dato) junto a la tapia de la huerta.
Por otra parte, en su Nuevo manual histórico-topográfico-estadístico y descripción de Madrid (1854), el cronista de la Villa de Madrid, Ramón de Mesonero Romanos, menciona brevemente, de paso, que en las afueras de la 

... puerta ó portillo de Recoletos... no se señala mas que tierras de labor, no existiendo la huerta despues llamada de Loynaz (hoy de Arango).

### Quinta de La Chilena
En 1842, Dolores Quesada, la mujer de Andrés Arango, adquiere la parte del solar que corresponde a la actual manzana entre las calles de Zurbarán, Fortuny, Marqués de Riscal y el paseo de la Castellana para convertirla en una quinta de recreo. En 1893, sus herederos venden el solar, ya dividido en dos: al sur, Eduardo Olea construye la Villa Olea y al norte se construye el palacio del marqués de la Eliseda, actualmente sede del Injuve.

### Urbanización
En 1860, el metro cuadrado en la huerta de Loinaz estaba valorado en 79 pesetas y en 1862 se firmó la escritura de venta de 51 216 pies cuadrados de terreno, para el ensanche del paseo de la Castellana, segregados de la Quinta de la Chilena, que antes había pertenecido a la huerta de Loinaz, por parte de Andrés de Arango y su mujer, María Dolores Quesada, de origen chilena, y quien había adquirido el terreno en 1842, al Ayuntamiento de Madrid, para su incorporación al proyectado ensanche del paseo de Isabel II.
En 1863, Eduardo Carandolet y Donadío, marqués de Portugalete y Ramón Pallarés y Sánchez vendieron parte del terreno, 101 084,19 metros cuadrados, a la empresa francesa Parent, Schaken y Compañía, que había participado en esa época en el desarrollo de los ferrocarriles madrileños, por cuarenta y cinco pesetas metro cuadrado, y que llevó a cabo la urbanización de parte de la zona (las «manzanas 161 y 189 a 193 del Ensanche de Madrid, entre el paseo de Isabel II, la ronda de Recoletos (actual calle de Génova) y calle del General Wynthuissen» —actualmente calle de Almagro—).
Más tarde, el propio promotor del Ensanche de Madrid, Carlos María de Castro, compraría a la empresa francesa una parcela para construir en él su palacete en la finca que más tarde correspondería a los números 12 y 14 de la calle de Fernando el Santo.
En 1867, los terrenos restantes estaban valorados en 42 652 000 reales (20 reales/pie).
En 1893, los herederos de Andrés de Arango y María Dolores Quesada, vendieron el solar que quedó tras su adquisición por el Ayuntamiento y que se divide en dos propiedades. Al norte, haciendo esquina con la calle de Marqués de Riscal, se construye el palacio del marqués de la Eliseda —hoy sede del Instituto de la Juventud (Injuve)—. En la parcela sur, esquina con calle Zurbarán, el financiero Eduardo Olea construye la Villa Olea, la cual, tras la bancarrota de su dueño, es adquirida en 1915 por Clotilde Gallo Ruiz y Díaz de Bustamante, la marquesa viuda de la Viesca, y, tras importantes reformas, pasa a llamarse el palacio del duque de Santa Elena. Destruido durante la Guerra Civil, es derribado, quedando solamente una pequeña pabellón-mirador situado en la esquina de la calle Zurbarán con el paseo de la Castellana. Esta parcela está actualmente ocupada por los edificios que conforman la sede de la Embajada de Alemania en España y la residencia del embajador, construidas entre 1966 y 1967 por Alexander von Branca.
A finales del siglo XIX, el representante de la compañía francesa, José Canalejas Casas, vende al Ayuntamiento los terrenos restantes.

#### Calles abiertas en la zona a partir de su urbanización
Como resultado de la urbanización de los terrenos ocupados por la huerta se crearon las calles de Fortuny, Monte Esquinza, Fernando el Santo, Marqués de Riscal, Jenner, parte de calle de Zurbarán, calle de Alcalá Galiano, calle de Orfila y parte de Zurbano.

#### Edificios levantados en la antigua huerta de Loinaz tras su urbanización
En 1864, el propio promotor del Ensanche de Madrid, Carlos María de Castro, compraría a la empresa francesa una parcela para construir en él su residencia, en la finca que más tarde correspondería a los números 12 y 14 de la calle de Fernando el Santo. En 1878, Tomás Aranguren hace una reforma.

## El Palacio Real Nuevo de Juvarra
Tras el incendio del Real Alcázar en 1734, Felipe V encarga a fray Filippo Juvarra el diseño de un nuevo palacio real. Aunque Juvarra entrega su proyecto el año siguiente, fallece en 1736, por lo que su discípulo, Sachetti se encarga de las obras del nuevo palacio. Aunque se desconoce la ubicación elegida por Juvarra, debida a la extensión del nuevo palacio y sus jardines, según sus propios esbozos, era evidente —y el propio Sachetti así lo afirmó— que Juvarra tenía en mente otra ubicación, posiblemente la huerta de Loinaz o en los Altos de San Bernardino.